# Дејан Ћирковић Ћира
Дејан Ћирковић Ћира је српски фолк певач  и музичар који се прославио деведесетих као члан музичке групе Ритам срца. После тога је издао шест албума као соло извођач и најпознатији је по песми Феноменално. Такође му је позната песма Радо би те ми коју је снимио са Радом Манојловић, Дарком Филиповићем и Стеваном Анђелковићем. Живи у Штутгарту. Са супругом Љиљом има ћерку и сина.

## Дискографија

### ДеоРитам срца
- Марија (1995, Дискос)
- Од Бога створена (1996, ЗАМ)
- Ја хоћу сад (1998, ЗАМ)
- Журка (2000, Реноме)

### Соло извођач
- Гори небо гори камен (2001, Гранд продукција)
- Цела кафана је устала на ноге (2002, Гранд продукција)
- Битанга и принцеза (2003, Гранд продукција)
- Тражим начин да преболим (2005, Гранд продукција)
- Феноменално (2008, Гранд продукција)
- Паре нису проблем пара нема (2010, Гранд продукција)